# Sphenomorphus fuscolineatus
Sphenomorphus fuscolineatus är en ödleart som beskrevs av  Allen E. Greer och SHEA 2004. Sphenomorphus fuscolineatus ingår i släktet Sphenomorphus och familjen skinkar. Inga underarter finns listade i Catalogue of Life.